# Jérôme Clément

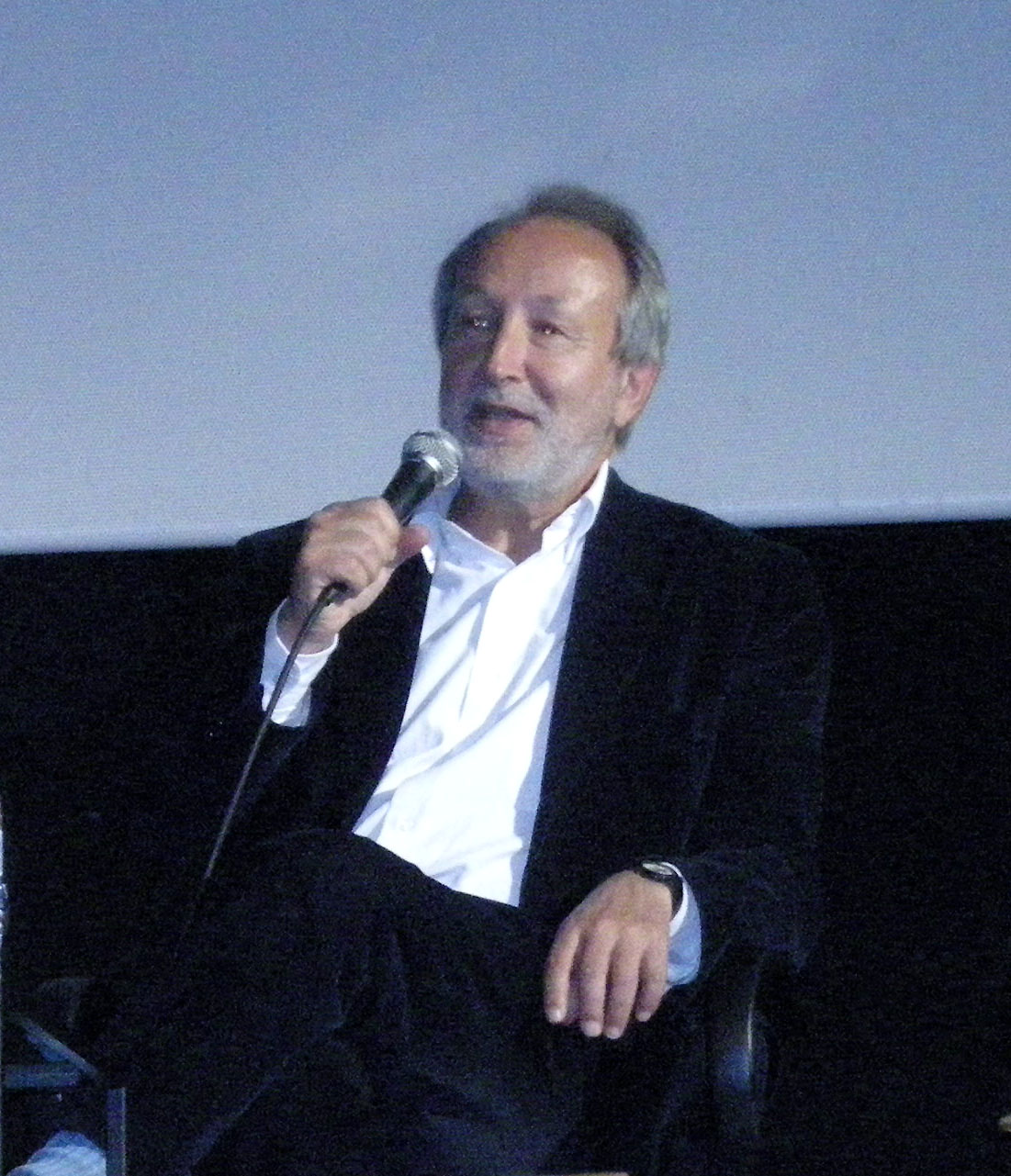
Jérôme Clément (2008)

Jérôme Clément (* 18. Mai 1945) ist ein französisch-jüdischer Jurist, Politikwissenschaftler und Präsident des deutsch-französischen Fernsehsenders ARTE. Zudem ist er Mitglied des ehemaligen Kuratoriums der Initiative „A Soul for Europe“ gewesen.

## Leben
Nach einem Jurastudium erwarb er am Institut d’études politiques de Paris das Diplom für Politikwissenschaft. Er war im Kulturministerium tätig, vor allem in der Direction de l’Architecture. 
1980 bis 1981 war er Kultur- und Wissenschaftsattaché an der französischen Botschaft in Ägypten. Danach fungierte er bis 1984 als Kultur- und Kommunikationsberater des sozialistischen Politikers Pierre Mauroy. Im Januar 1989 wurde er stellvertretender Generaldirektor und wenig später Präsident des Vorstandes zu La Sept/ARTE France. Jérôme Clément hielt diese Stellung bis 1998 inne, danach war er von 1999 bis 2002 als Vizepräsident unter Prf. Jobst Plog. 2003 schließlich wurde er wieder Präsident. 
Jérôme Clément ist Komtur der Ehrenlegion, Ritter des Ordre national du Mérite, Kommandeur des Ordre des Arts et des Lettres und Träger des Großen Verdienstkreuzes des Verdienstordens der Bundesrepublik Deutschland. Er gehört dem Senat der Deutschen Nationalstiftung an.